# Film International
Film International é uma revista acadênica quadrimestral que cobre filmologia. Além da revista, há o site FilmInt, que contém conteúdo exclusivo. A revista foi estabelecida em 1973 em sueco, com sua primeira edição em inglês sendo publicada em 2003, pela Intellect Ltd. São publicados ensaios de teor crítico, histórico e teóricos sobre filmes, televisão e estudo de imagens em movimento, incluindo resenha de livros, entrevistas e cobertura de festivais de cinema pelo mundo. A revista publica regularmente crítica de cinema, entrevistas com diretores, atores e cineastas, e cobertura de cinema nacional ao redor do mundo. Seu conteúdo abrange diversos tópicos envolvendo imagens em movimento, incluindo cinema, filmes estrangeiros, obras de gêneros e videoclipes, como o álbum Lemonade, de Beyoncé.
O editor-chefe é Daniel Lindvall, e o coeditor é Matthew Sorrento. O editor de imagem é Travis R. Merchant-Knudsen. Os editores contribuintes são Jessica Baxter, Jacob Mertens, Liza Palmer, Yun-hua Chen, Christopher Sharrett, Jeremy Carr, Robert K. Lightning, George Toles, Tony Williams e Alexandra Heller-Nicholas.
André Gregory descreveu a revista como "de enorme interesse para qualquer um que seja apaixonado por filmes"; já Robert Pulcini disse que FIlmint oferece "um nível de escrita sobre filmes que infelizmente é raro hoje em dia". Alguns artigos da revista foram adaptados por acadêmicos e autores em estudos mais longos. Entre eles, estão George Toles, Carl Freedman, Caron Vernallis e Murray Pomerance. David Hudson do The Criterion Collection considera a revista um destaque da resenha de livros. O crítico Robin Wood foi um colaborador da revista.

## Resumo e indexação
A revista é resumida e indexada por:
- MLA International Bibliography
- Current Abstracts
- International Federation of Film Archives
- Art & Architecture Complete
- Art Index
- Art Full Text
- British Humanities Index
- Scopus